# William Cat Anderson
Pour les articles homonymes, voir William Anderson et Anderson.
William Alonzo Anderson, dit Cat Anderson, est un trompettiste américain  né à Greenville (Caroline du Sud) le 12 septembre 1916 et mort à Los Angeles (Californie) le 30 avril 1981.

## Biographie
Né en 1916 à Greenville, William « Cat » Anderson passe son enfance dans un orphelinat de Charleston où il étudie la trompette.
De 1932 à 1936, il participe aux Carolina Cotton Pickers, puis de 1936 à 1940, au  Sunset Royal Orchestra de Doc Wheeler.
En 1941, on le retrouve dans les big bands de Lucky Millinder et d'Erskine Hawkins où il se fait remarquer par sa remarquable maîtrise du registre suraigu. De 1942 à 1944, il joue dans l'orchestre du vibraphoniste Lionel Hampton.
De 1944 à 1947, il est membre du big band de Duke Ellington. Les talents de « screammer » de Cat Anderson font merveille dans la section de trompettes. Il peut aussi se livrer à d'impressionnantes improvisations dans son registre de prédilection. On le retrouve ainsi chez le Duke de 1950-53 et  de 1955-56.
Dans les intervalles, il participe à d'autres formations. Il dirige aussi des combos (de 1947 à 1949 et en 1958-59) avec lesquels il enregistre plusieurs disques.
De 1957 à sa mort, il mène essentiellement une carrière de musicien « free lance ». On peut l'entendre auprès, entre autres, de Lionel Hampton, Gene Ammons, Benny Carter, Louie Bellson  et Charlie Mingus. Il continue par ailleurs à enregistrer avec ou pour ses anciens sidemen de Duke Ellington (Paul Gonsalves, Johnny Hodges...) Dans les années 70, on peut l'entendre régulièrement en France aux côtés de  musiciens comme Raymond Fol ou Georges Arvanitas. Pour l'anecdote, on le retrouve auprès de Georges Brassens pour quelques plages de l'album The Giants of Jazz play Brassens (1979), enregistré à l'initiative du batteur « Moustache ».
Héritier de Louis Armstrong, fortement influencé par les styles de Charlie Shavers et Roy Eldridge et dans une moindre mesure Dizzy Gillespie, Cat Anderson est surtout connu pour ses envolées stratosphériques. Ses prouesses dans le suraigu (l'avant-dernière note dans trumpets no end avec Duke Ellington en 1946 est un double contre si bémol) ont rarement été égalées, Cat Anderson restera un des « screammers » les plus vertigineux de l'histoire de la trompette jazz.

## Repères discographiques
- Cat on a hot tin horn (1958) (EmArcy)
- Cat Anderson & the Ellington All Stars in Paris (1958) (Disques Swing)
- Cat anderson plays at 4 a.m. (1958) (Emidisc)
- Ellingtonia (1959) (Charlie Parker)
- Cat Anderson, Claude Bolling and Co. (1965) (Philips)
- Cat speaks (1977) (Classic Jazz)
- Plays W.C. Handy (1977) (Black & Blue)
- Old Folks  (1979) (Musica Distribution)